# Kościół Podwyższenia Krzyża Świętego w Sulikowie (mały)
Kościół Podwyższenia Krzyża Świętego – rzymskokatolicki kościół pomocniczy należący do parafii Podwyższenia Krzyża Świętego w Sulikowie. Znajduje się poniżej kościoła parafialnego pod tym samym wezwaniem.

## Historia
Świątynia została wzniesiona w 1867 roku dla katolickich mieszkańców Sulikowa. Kościół został zbudowany w stylu neogotyckim i zaprojektowany w pracowni bliskiej uczniom Karla Friedricha Schinkela. Świątynia charakteryzuje się oryginalnym stanem zachowania, architektoniczną jakością i stylistyczna jednością. Materiał i forma – bryły i wystroju kościoła są typowe dla architektury neogotyckiej.